# ADN non codant
 (novembre 2011).
Si vous disposez d'ouvrages ou d'articles de référence ou si vous connaissez des sites web de qualité traitant du thème abordé ici, merci de compléter l'article en donnant les références utiles à sa vérifiabilité et en les liant à la section « Notes et références ».
L’ADN non codant, parfois appelé improprement ADN poubelle ou ADN satellite (junk DNA en anglais, terme inventé par le chercheur Susumu Ohno en 1972), est l’ensemble des séquences du génome qui ne sont pas traduites en protéines. Une proportion très importante de la plupart des génomes eucaryotes est composée de cette classe d’ADN dont les fonctions biologiques sont mal connues et qui a été en partie sous-estimée.  
L’ADN non codant peut se décomposer en différentes catégories. Certaines régions non codantes jouent un rôle dans la régulation de la transcription et la maturation des ARN ou dans l’organisation et la maintenance du génome. Certaines séquences sont transcrites en ARN mais ne sont pas traduites en protéines, et c’est l’ARN qui a un rôle fonctionnel dans la cellule. Certaines régions non codantes sont constituées de séquences répétées qui peuvent être issus d'éléments d'ADN mobiles, à réplication autonome à l'intérieur de la cellule. Enfin, certaines séquences n'ont probablement aucun rôle.
La proportion de ces différentes catégories d'ADN varie d'une espèce à l'autre et la proportion d'ADN "non fonctionnel" dans les génomes est encore un sujet de débat. 
La plupart des différences dans les sites de restriction concernent des changements dans les séquences non codantes qui n'ont d'effet ni sur l'expression des gènes ni sur le phénotype. Les cartes de restriction sont indépendantes de l'expression des gènes.

## Types d'ADN non codant

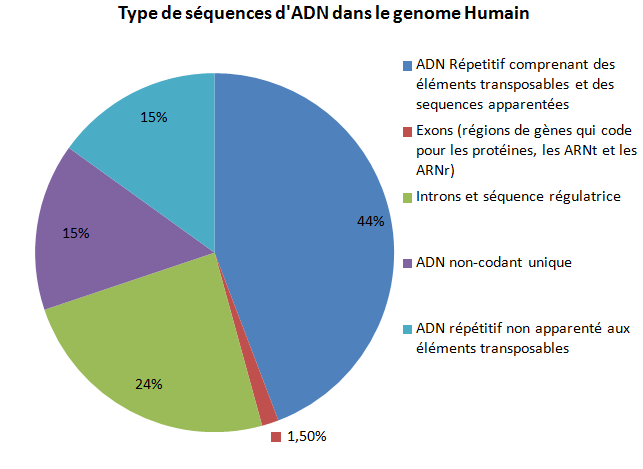
Type de séquences d'ADN dans le génome humain.

Les génomes contiennent différents types d'ADN non codants :
- Des séquences répétées, elles-mêmes divisées en plusieurs sous-types. Une première catégorie comprend les séquences répétées en tandem comme l'ADN satellite, minisatellite et microsatellite. La seconde catégorie correspond aux séquences répétées dispersées qui comprennent les transposons, les rétrotransposons, les rétrovirus endogènes et les éléments nucléaires intercalés longs et courts ;
- Les introns qui interrompent les séquences codantes et les régions régulatrices de ces mêmes gènes ;
- L'ADN non codant unique (non répété).

## Projet ENCODE
Le projet ENCODE (« Encyclopedia of DNA Elements ») lancé en 2003 par le National Human Genome Research Institute visait à étudier les fonctions des gènes humains.
En 2007, après 4 ans de travail d’identification et de classement d’éléments fonctionnels de 1 % du génome humain (3000 000 000 paires de bases), les auteurs du programme Encode concluent que l’ADN a des fonctions plus complexes que ce que l’on pensait : sur les 3,3 milliards de paires de bases de l’ADN humain, si seuls 1,5 % codent effectivement directement la synthèse protéique (exome), le reste (3,25 milliards de paires de bases) autrefois considéré comme de l’« ADN poubelle » inutile ou relique d’inclusions ou erreurs passées de duplication qui génère de la multiplicité dans le nombre de copies de gènes apparaît finalement avoir une importance fonctionnelle. En 2012, ces résultats sont affinés : 80 % du génome humain serait fonctionnel, lié à une « activité biochimique spécifique »,,. 

### Controverse sur ENCODE
La vision que 80 % du génome humain serait « fonctionnel » est toutefois très contestée par certains biologistes, en particulier les spécialistes de l'Évolution, qui pointent en particulier la notion très réductrice « d'activité biochimique » utilisée par les membres du consortium ENCODE,. 
Leur principal argument repose sur le fait que la fraction du génome humain qui est sous pression de sélection est moins de 10 %, ce qui est incompatible avec la revendication que 80 % de notre génome aurait une « fonction ». 
Alors que la majorité des chercheurs évaluent à plus de 80 % la quantité d'ADN non codant, une étude en 2008 attribue une part encore plus importante à l'ADN non codant dans le génome humain, à hauteur de 98 %.

## Perspectives
Ces travaux aideront à comprendre les principes organisant les éléments fonctionnels du génome, à mieux comprendre la transcription de l’ADN, certaines maladies et l’évolution animale.
Nombre de ces séquences d’ADN sont régulatrices ; elles informent les gènes codant du moment et de l’endroit où ils doivent être actifs. Leur déficience ou mutations génétiques dans les régions régulatrices pourraient être associées à des maladies génétiques.
Les chercheurs ont aussi trouvé des séquences qui semblent « neutres », activement copiées, mais apparemment sans conséquences pour l'organisme et dont l’utilité n’est pas comprise.
Les impacts de la transgenèse faite « au hasard » dans le génome pourraient également devoir être réétudiés à la lumière de ces découvertes.